# Dipartimento di Atakora
Il dipartimento di Atakora è uno dei 12 dipartimenti del Benin, situato a nord-ovest del Benin con capitale Natitingou e 634 574 abitanti (stima 2006). Confina con il Togo ad ovest e il Burkina Faso a nord. Confina inoltre con i dipartimenti di Alibori, Borgou, e Donga. È la regione più montuosa di tutto il Benin e ha dato i natali al presidente Mathieu Kérékou. A livello climatico è una regione piovosa con tre stagioni principali: una stagione piovosa che va da maggio a giugno e da settembre a ottobre, una stagione Harmattan fredda e ventosa che va da ottobre/novembre a febbraio, e una stagione calda e secca che va febbraio ad aprile.
Nel 1999, parte del territorio è stato distaccato per formare il dipartimento di Donga.

## Geografia antropica

### Suddivisioni amministrative
Il dipartimento è suddiviso in 9 comuni:
- Boukoumbé
- Cobly
- Kérou
- Kouandé
- Matéri
- Natitingou
- Pehonko
- Tanguiéta
- Toucountouna